# مقداردهی ابتدایی (رایانه)
مقداردهی ابتدایی (انگلیسی: Initialization) به فرایند تخصیص مقادیر اولیه به متغیرها و ساختارهای داده‌ها در زبان برنامه‌سازی گفته می‌شود.